# UDON
UDON Entertainment Corporation é um estúdio de quadrinhos canadense influenciado por quadrinhos asiáticos.
A empresa publica comics, romances gráficos, mangá original em inglês, artbooks, além de distribuir mangás e manhwas.
O estúdio é responsável pelo lançamento de quadrinhos das franquias Street Fighter e X-Men Evolution.